# Luras
Luras är en ort och kommun i provinsen Sassari i regionen Sardinien i Italien. Kommunen hade 2 528 invånare (2017).